# Franz Schneider (Theologe)
Franz Schneider (* 10. Januar 1932 in Salnai; † 29. Dezember 2017 in Erfurt) war ein deutscher römisch-katholischer Geistlicher und Liturgiewissenschaftler.

## Leben
Franz Schneider besuchte bis 1951 die Karl-Marx-Oberschule in Bernburg und legte dort das Abitur ab. Von 1953 bis 1957 studierte er Katholische Theologie in Erfurt und wurde 1959 in Magdeburg zum Priester geweiht.
1965 wurde er in Erfurt mit der Arbeit Die Quellen zur Liturgie der Erfurter Stiftskirche St. Marien (Erfurter Dom) zum Lizenziat (Lic. theol.) promoviert.
Von 1967 bis 1976 war er Spiritual am Priesterseminar Erfurt. Ab 1974 nahm er am „Philosophisch-Theologischen Studium Erfurt“ (heute Katholisch-Theologische Fakultät der Universität Erfurt) einen Lehrauftrag für Liturgik wahr und wirkte dort von 1977 bis 1998 als Dozent für Liturgiewissenschaft.
Von 1979 bis 1996 war er Mitglied der Arbeitsgemeinschaft der Liturgischen Kommission im deutschen Sprachgebiet, von 1990 bis 1996 Berater der Liturgiekommission der Deutschen Bischofskonferenz. 
Anlässlich seiner Emeritierung wurde ihm im Jahr 2000 „in Würdigung seiner Verdienste um die liturgiewissenschaftliche Lehre und die Liturgiepastoral“ der Ehrenring des Deutschen Liturgischen Instituts verliehen. 2001 wurde Schneider zum Ehrendomkapitular im Kathedralkapitel des Bistums Magdeburg ernannt.